# Mariage de Sud
Le mythe sumérien du Mariage de Sud raconte comment la déesse Sud s'est mariée avec le dieu Enlil. Le récit est écrit sous la forme d'un poème en akkadien connu principalement grâce à de petits fragments de tablettes d'argile découverts à Suse et à Nippur. Il introduit le syncrétisme qui s'est produit entre la déesse Sud et la déesse Ninlil.
Un autre mythe sumérien intitulé Enlil et Ninlil, probablement antérieur au Mariage de Sud, raconte le viol de Ninlil perpétré par Enlil.

## Sud
Divinité sumérienne, probablement le diminutif de Sud.ag, la déesse Sud est connue sous deux formes. Elle est vénérée dans la ville de Shuruppak dont elle est la protectrice. Cependant, pour l'historien Jean Bottero, la déesse concernée par le mythe du Mariage de Sud, est plutôt liée au couple Haia - Nisaba connu comme les souverains poliades de la cité antique d'Eresh,.
Au cours de la Période des dynasties archaïques (caractérisée par l'unification de Basse Mésopotamie et le déclin des cités États), il se peut que le culte de la déesse Sud ait été absorbé par celui plus important d'Enlil (et de sa parèdre Ninlil), protecteur de la ville de Nippur. Les raisons — probablement politiques — du syncrétisme officialisé par ce mythe, restent définitivement inconnues.

## Histoire
Encore célibataire, Enlil parcourt le monde à la recherche d'une épouse.
Alors qu'il passe par la ville d'Eresh, il aperçoit une très belle jeune fille, Sud, qui se tient debout sur le pas de sa porte. Ne connaissant rien des us et coutumes de la ville d'Eresh et, voyant Sud hors de sa maison, Enlil la prend pour une prostituée.
Lui adressant la parole comme telle, Enlil se fait vivement rejeter. Après une récidive, la jeune fille lui claque la porte au nez. Cherchant à se faire pardonner, Enlil envoie son conseiller auprès de la mère de Sud, la déesse Nisaba. Celui-ci lui parle d'Enlil, offre de nombreux présents de la part de son maître et négocie la main de la jeune fille.
Conformément à la coutume, le mariage est célébré lors d'un grand repas.  Au cours de ce mariage, Enlil envoie de nouveau cadeaux. La liste de ces cadeaux occupe un grand nombre de vers. Ces cadeaux sont composés d'animaux comme des aurochs, des cerfs, des éléphants, des daims, des gazelles, des singes, des vaches, des chats sauvages, des panthères... Ensuite, il offre des laitages, toutes sortes de miels, des dattes, des figues, des grenades et, enfin, des pierres et des métaux précieux.
La fiancée est ensuite emmenée à Nippur en grande pompe afin que le mariage soit consommé dans un lit parsemé de fleurs. C'est ainsi qu'« Enlil fit l'amour à sa femme et en prit grand plaisir ».
Le lendemain, il attribue à sa nouvelle épouse un certain nombre de noms et, donc, de fonctions:
- NIN.TU « Dame de l'enfantement »
- DÙG.BAD « Celle qui écarte les cuisses »
- AŠNAN « La déesse du grain »
- « La patronne des scribes »

Et Enlil lui donne également un nom qui se rapproche du sien: Ninlil. Ce qui marque le syncrétisme entre la déesse Sud et la déesse Ninlil.